# Wereldkampioenschap voetbal 1990 (kwalificatie AFC)
27 teams schreven zich in voor de kwalificatie van het wereldkampioenschap voetbal 1990, de Maldiven trokken zich echter terug voor de loting en Taiwan werd in de OFC ingedeeld. De AFC kreeg 2 WK-tickets.

## Opzet
- Eerste ronde: De teams worden in 6 groepen van 4 of 5 verdeeld, de teams speelden uit en thuis behalve in groep 4 waar de teams elkaar in Singapore en Zuid-Korea bekampten. De groepswinnaars gaan naar de finaleronde.
- Finaleronde: De 6 teams bekampen elkaar 1 keer in Singapore of Maleisië, de winnaar en nummer 2 kwalificeren zich.

## Gekwalificeerde landen
| FIFA-lid                     | Confederatie | Kwalificatie       | Aantal dln. (incl. 1994) | Dln. op rij | Eerste dln. | Laatste dln. | Titels (excl. 1994) | Beste prestatie |
| ---------------------------- | ------------ | ------------------ | ------------------------ | ----------- | ----------- | ------------ | ------------------- | --------------- |
| Zuid-Korea                   | AFC          | Eerste finaleronde | 3e                       | 2           | 1954        | 1986         | 0                   | Groepsfase      |
| Verenigde Arabische Emiraten | AFC          | Tweede finaleronde | 1e                       | 1           | n.v.t.      | n.v.t.       | n.v.t.              | n.v.t.          |

## Eerste ronde
Legenda
Van de vier finalisten van de laatste WK-kwalificatieronde plaatste alleen Zuid-Korea zich voor de finale-ronde, het won alle zes wedstrijden en incasseerde geen enkel doelpunt. WK-deelnemer Irak werd uitgeschakeld door Qatar na een 2-2 gelijkspel in Bagdad. Ook de verliezende finalisten Japan en Syrië redden het allebei niet: Japan werd uitgeschakeld door Noord-Korea na een 3-1 nederlaag in Pyongyang en gelijke spelen tegen Indonesië en Hong Kong. Syrië verloor eerst met 5-4 in Saoedi-Arabië en speelde gelijk in eigen huis. De finale-ronde werd gecomplenteerd met de aanwezigheid van de Verenigde Arabische Emiraten en China, die beiden zich kwalificeerden op doelsaldo ten koste van respectievelijk Koeweit en Iran .

### Groep A
| Pos | Land     | Wed | Win | Gel | Ver | DV | DT | +/- | Pnt |
| --- | -------- | --- | --- | --- | --- | -- | -- | --- | --- |
| 1.  | Qatar    | 6   | 3   | 3   | 0   | 8  | 3  | +5  | 9   |
| 2.  | Irak     | 6   | 3   | 2   | 1   | 11 | 5  | +6  | 8   |
| 3.  | Jordanië | 6   | 2   | 1   | 3   | 5  | 7  | –2  | 5   |
| 4.  | Oman     | 6   | 0   | 2   | 4   | 2  | 11 | –9  | 2   |

|                |              |       |          |                                                                    |
| 6 januari 1989 | Qatar        | 1 – 0 | Jordanië | Doha, Qatar Toeschouwers: 2.859 Scheidsrechter: Lee Peng Ann (SIN) |
| 6 januari 1989 | Al-Soufi 21' |       |          | Doha, Qatar Toeschouwers: 2.859 Scheidsrechter: Lee Peng Ann (SIN) |

|                |             |       |            |                                                |
| 6 januari 1989 | Oman        | 1 – 1 | Irak       | Masqat, Oman Scheidsrechter: Pratumthong (THA) |
| 6 januari 1989 | Mahmoud 37' |       | Sharif 18' | Masqat, Oman Scheidsrechter: Pratumthong (THA) |

|                 |      |       |       |                                             |
| 13 januari 1989 | Oman | 0 – 0 | Qatar | Masqat, Oman Scheidsrechter: Al-Nasir (KSA) |
| 13 januari 1989 |      |       |       | Masqat, Oman Scheidsrechter: Al-Nasir (KSA) |

|                 |          |           |      |                                             |
| 13 januari 1989 | Jordanië | 0 – 1     | Irak | Amman, Jordanië Scheidsrechter: Mandi (BHR) |
| 13 januari 1989 |          | Jafar 60' |      | Amman, Jordanië Scheidsrechter: Mandi (BHR) |

|                 |                    |       |      |                                             |
| 20 januari 1989 | Jordanië           | 2 – 0 | Oman | Amman, Jordanië Scheidsrechter: Nizar (SYR) |
| 20 januari 1989 | Nart yadj 32', 43' |       |      | Amman, Jordanië Scheidsrechter: Nizar (SYR) |

|                 |              |       |      |                                                                    |
| 20 januari 1989 | Qatar        | 1 – 0 | Irak | Doha, Qatar Toeschouwers: 3.243 Scheidsrechter: Zhong Bohong (CHN) |
| 20 januari 1989 | Al-Soufi 21' |       |      | Doha, Qatar Toeschouwers: 3.243 Scheidsrechter: Zhong Bohong (CHN) |

|                 |          |       |              |                                                  |
| 27 januari 1989 | Jordanië | 1 – 1 | Qatar        | Amman, Jordanië Scheidsrechter: Syed Iqbal (IND) |
| 27 januari 1989 | Awad 90' |       | Al-Soufi 90' | Amman, Jordanië Scheidsrechter: Syed Iqbal (IND) |

|                 |                                |       |            |                                            |
| 27 januari 1989 | Irak                           | 3 – 1 | Oman       | Bagdad, Irak Scheidsrechter: Bujsaim (UAE) |
| 27 januari 1989 | Radhi 33' Saeed 54' Hashim 85' |       | Nasser 90' | Bagdad, Irak Scheidsrechter: Bujsaim (UAE) |

|                 |                             |       |      |                                             |
| 3 februari 1989 | Qatar                       | 3 – 0 | Oman | Doha, Qatar Scheidsrechter: Al-Jassas (KUW) |
| 3 februari 1989 | Joher 32' Al-Soufi 67', 81' |       |      | Doha, Qatar Scheidsrechter: Al-Jassas (KUW) |

|                 |                          |       |          |                                             |
| 3 februari 1989 | Irak                     | 4 – 0 | Jordanië | Bagdad, Irak Scheidsrechter: Hi Yacob (MAS) |
| 3 februari 1989 | Radhi 26', 42', 66', 80' |       |          | Bagdad, Irak Scheidsrechter: Hi Yacob (MAS) |

|                  |      |                            |          |                                                |
| 10 februari 1989 | Oman | 0 – 2                      | Jordanië | Masqat, Oman Scheidsrechter: Kil Ki-Chul (KOR) |
| 10 februari 1989 |      | Fayez Bedaiwi 49' Awad 66' |          | Masqat, Oman Scheidsrechter: Kil Ki-Chul (KOR) |

|                  |                     |       |                       |                                         |
| 10 februari 1989 | Irak                | 2 – 2 | Qatar                 | Bagdad, Irak Scheidsrechter: Sano (JPN) |
| 10 februari 1989 | Radhi 31' Saeed 75' |       | S. Aid 18' Khamis 85' | Bagdad, Irak Scheidsrechter: Sano (JPN) |

### Groep B
| Pos | Land          | Wed            | Win            | Gel            | Ver            | DV             | DT             | +/-            | Pnt            |
| --- | ------------- | -------------- | -------------- | -------------- | -------------- | -------------- | -------------- | -------------- | -------------- |
| 1.  | Saoedi-Arabië | 4              | 3              | 1              | 0              | 7              | 4              | +3             | 7              |
| 2.  | Syrië         | 4              | 2              | 1              | 1              | 7              | 5              | +2             | 5              |
| 3.  | Noord-Jemen   | 4              | 0              | 0              | 4              | 0              | 5              | –5             | 0              |
|     | Bahrein       | Teruggetrokken | Teruggetrokken | Teruggetrokken | Teruggetrokken | Teruggetrokken | Teruggetrokken | Teruggetrokken | Teruggetrokken |

|               |             |             |       |                                                        |
| 10 maart 1989 | Noord-Jemen | 0 – 1       | Syrië | Sanaa, Noord-Jemen Scheidsrechter: Hartasardjono (IDN) |
| 10 maart 1989 |             | Mahrous 54' |       | Sanaa, Noord-Jemen Scheidsrechter: Hartasardjono (IDN) |

|               |                                          |       |                                 |                                                           |
| 15 maart 1989 | Saoedi-Arabië                            | 5 – 4 | Syrië                           | Djedda, Saoedi-Arabië Scheidsrechter: Chen Shengcai (CHN) |
| 15 maart 1989 | Al-Jamaan Al-Mosaibeth Abdullah Al-Saleh |       | Jakalan al-Nasser Helou Mahrous | Djedda, Saoedi-Arabië Scheidsrechter: Chen Shengcai (CHN) |

|               |             |       |               |                                                     |
| 20 maart 1989 | Noord-Jemen | 0 – 1 | Saoedi-Arabië | Sanaa, Noord-Jemen Scheidsrechter: Wan Jaafar (MAS) |
| 20 maart 1989 | Gamael      |       |               | Sanaa, Noord-Jemen Scheidsrechter: Wan Jaafar (MAS) |

|               |                |       |             |                                              |
| 25 maart 1989 | Syrië          | 2 – 0 | Noord-Jemen | Latakia, Syrië Scheidsrechter: Bujsaim (UAE) |
| 25 maart 1989 | El-Sel Mahrous |       |             | Latakia, Syrië Scheidsrechter: Bujsaim (UAE) |

|               |       |       |               |                                             |
| 30 maart 1989 | Syrië | 0 – 0 | Saoedi-Arabië | Latakia, Syrië Scheidsrechter: Takada (JPN) |
| 30 maart 1989 |       |       |               | Latakia, Syrië Scheidsrechter: Takada (JPN) |

|              |               |       |             |                                                      |
| 5 april 1989 | Saoedi-Arabië | 1 – 0 | Noord-Jemen | Riyad, Saoedi-Arabië Scheidsrechter: Bin Saleh (OMA) |
| 5 april 1989 | Abdullah 44'  |       |             | Riyad, Saoedi-Arabië Scheidsrechter: Bin Saleh (OMA) |

### Groep C
| Pos | Land                         | Wed            | Win            | Gel            | Ver            | DV             | DT             | +/-            | Pnt            |
| --- | ---------------------------- | -------------- | -------------- | -------------- | -------------- | -------------- | -------------- | -------------- | -------------- |
| 1.  | Verenigde Arabische Emiraten | 4              | 3              | 0              | 1              | 12             | 4              | +8             | 6              |
| 2.  | Koeweit                      | 4              | 3              | 0              | 1              | 6              | 3              | +3             | 6              |
| 3.  | Pakistan                     | 4              | 0              | 0              | 4              | 1              | 12             | –11            | 0              |
|     | Zuid-Jemen                   | Teruggetrokken | Teruggetrokken | Teruggetrokken | Teruggetrokken | Teruggetrokken | Teruggetrokken | Teruggetrokken | Teruggetrokken |

|                |          |              |         |                                                      |
| 6 januari 1989 | Pakistan | 0 – 1        | Koeweit | Islamabad, Pakistan Scheidsrechter: Syed Iqbal (IND) |
| 6 januari 1989 |          | Al-Hajeri 5' |         | Islamabad, Pakistan Scheidsrechter: Syed Iqbal (IND) |

|                 |                                   |       |                              |                                                    |
| 13 januari 1989 | Koeweit                           | 3 – 2 | Verenigde Arabische Emiraten | Koeweit-Stad, Koeweit Scheidsrechter: Takada (JPN) |
| 13 januari 1989 | Al-Sovayed 26' Al-Hasawi 75', 84' |       | Bakhit 54', 69'              | Koeweit-Stad, Koeweit Scheidsrechter: Takada (JPN) |

|                 |                                                                                    |       |          |                                                                     |
| 20 januari 1989 | Verenigde Arabische Emiraten                                                       | 5 – 0 | Pakistan | Sharjah, Verenigde Arabische Emiraten Scheidsrechter: Abu-Ali (JOR) |
| 20 januari 1989 | A. Ibrahim 1', 25' Khalid Ismaïl 64' Abdulrahman Mohamed 78' Abdulaziz Mohamed 85' |       |          | Sharjah, Verenigde Arabische Emiraten Scheidsrechter: Abu-Ali (JOR) |

|                 |                    |       |          |                                                       |
| 27 januari 1989 | Koeweit            | 2 – 0 | Pakistan | Koeweit-Stad, Koeweit Scheidsrechter: Al-Sharif (KSA) |
| 27 januari 1989 | Al-Hadyah 42', 78' |       |          | Koeweit-Stad, Koeweit Scheidsrechter: Al-Sharif (KSA) |

|                 |                              |       |         |                                                                             |
| 3 februari 1989 | Verenigde Arabische Emiraten | 1 – 0 | Koeweit | Sharjah, Verenigde Arabische Emiraten Scheidsrechter: Jassim Mohammed (BHR) |
| 3 februari 1989 | Al-Taliyani 62'              |       |         | Sharjah, Verenigde Arabische Emiraten Scheidsrechter: Jassim Mohammed (BHR) |

|                  |           |       |                                                                      |                                                  |
| 10 februari 1989 | Pakistan  | 1 – 4 | Verenigde Arabische Emiraten                                         | Islamabad, Pakistan Scheidsrechter: Nazari (IRN) |
| 10 februari 1989 | Shali 81' |       | Khalid Ismaïl 7' A. Ibrahim 26' Al-Talyani 27' Abdulaziz Mohamed 70' | Islamabad, Pakistan Scheidsrechter: Nazari (IRN) |

### Groep D
| Pos | Land       | Wed            | Win            | Gel            | Ver            | DV             | DT             | +/-            | Pnt            |
| --- | ---------- | -------------- | -------------- | -------------- | -------------- | -------------- | -------------- | -------------- | -------------- |
| 1.  | Zuid-Korea | 6              | 6              | 0              | 0              | 25             | 0              | +25            | 12             |
| 2.  | Maleisië   | 6              | 3              | 1              | 2              | 8              | 8              | 0              | 7              |
| 3.  | Singapore  | 6              | 2              | 1              | 3              | 12             | 9              | +3             | 5              |
| 4.  | Nepal      | 6              | 0              | 0              | 6              | 0              | 28             | –28            | 0              |
|     | India      | Teruggetrokken | Teruggetrokken | Teruggetrokken | Teruggetrokken | Teruggetrokken | Teruggetrokken | Teruggetrokken | Teruggetrokken |

|             |                                    |       |       |                                                                           |
| 23 mei 1989 | Maleisië                           | 2 – 0 | Nepal | Dongdaemunstadion, Seoel Toeschouwers: 9.974 Scheidsrechter: Asgari (IRN) |
| 23 mei 1989 | Azizol 2' Dollah Salleh 90' (pen.) |       |       | Dongdaemunstadion, Seoel Toeschouwers: 9.974 Scheidsrechter: Asgari (IRN) |

|             |                                          |       |           |                                                                            |
| 23 mei 1989 | Zuid-Korea                               | 3 – 0 | Singapore | Dongdaemunstadion, Seoel Toeschouwers: 9.974 Scheidsrechter: Antonio (MAC) |
| 23 mei 1989 | Hwang Sun-Hong 7', 20' Chung Hae-Won 90' |       |           | Dongdaemunstadion, Seoel Toeschouwers: 9.974 Scheidsrechter: Antonio (MAC) |

|             |                   |       |           |                                                                                  |
| 25 mei 1989 | Maleisië          | 1 – 0 | Singapore | Dongdaemunstadion, Seoel Toeschouwers: 8.360 Scheidsrechter: Chang Jicheng (CHN) |
| 25 mei 1989 | Dollah Salleh 61' |       |           | Dongdaemunstadion, Seoel Toeschouwers: 8.360 Scheidsrechter: Chang Jicheng (CHN) |

|             | |       |       |                                                                           |
| 25 mei 1989 | Zuid-Korea | 9 – 0 | Nepal | Dongdaemunstadion, Seoel Toeschouwers: 8.360 Scheidsrechter: Samuel (HKG) |
| 25 mei 1989 | Chung Yong-Hwan 2' Park Kyung-Hoon 16' (pen.) Choi Sang-Kuk 24', 29' Kim Joo-Sung 39', 48' Lee Young-jin 50' Noh Soo-Jin 84' Cho Min-Kook 89' |       |       | Dongdaemunstadion, Seoel Toeschouwers: 8.360 Scheidsrechter: Samuel (HKG) |

|             |                                        |       |       |                                                                             |
| 27 mei 1989 | Singapore                              | 3 – 0 | Nepal | Dongdaemunstadion, Seoel Toeschouwers: 20.217 Scheidsrechter: Somogod (PHI) |
| 27 mei 1989 | Ahmad Satter 37', 44' Tay Peng Kee 53' |       |       | Dongdaemunstadion, Seoel Toeschouwers: 20.217 Scheidsrechter: Somogod (PHI) |

|             |                                         |       |          |                                                                          |
| 27 mei 1989 | Zuid-Korea                              | 3 – 0 | Maleisië | Dongdaemunstadion, Seoel Toeschouwers: 20.217 Scheidsrechter: Sano (JPN) |
| 27 mei 1989 | Choi Soon-Ho 6' Hwang Sun-Hong 57', 79' |       |          | Dongdaemunstadion, Seoel Toeschouwers: 20.217 Scheidsrechter: Sano (JPN) |

|             |                              |       |                                     |                                                                                       |
| 3 juni 1989 | Singapore                    | 2 – 2 | Maleisië                            | Nationaal Stadion, Singapore Toeschouwers: 11.967 Scheidsrechter: Hartasardjono (IDN) |
| 3 juni 1989 | Changatamilman 31' Salim 38' |       | Lim Teong Kim 19' Dollah Salleh 84' | Nationaal Stadion, Singapore Toeschouwers: 11.967 Scheidsrechter: Hartasardjono (IDN) |

|             |                                                                        |       |       |                                                                                  |
| 3 juni 1989 | Zuid-Korea                                                             | 4 – 0 | Nepal | Nationaal Stadion, Singapore Toeschouwers: 11.967 Scheidsrechter: Mahasena (SRI) |
| 3 juni 1989 | Lee Kwang-Jong 34' Park Kyung-Hoon 43' Kim Joo-Sung 43' Lee Tae-Ho 83' |       |       | Nationaal Stadion, Singapore Toeschouwers: 11.967 Scheidsrechter: Mahasena (SRI) |

|             |                                                      |       |          |                                                                                  |
| 5 juni 1989 | Zuid-Korea                                           | 3 – 0 | Maleisië | Nationaal Stadion, Singapore Toeschouwers: 7.425 Scheidsrechter: Al-Malood (BHR) |
| 5 juni 1989 | Hwang Sun-Hong 66' Cho Min-Kook 83' Hwangbo Kwan 86' |       |          | Nationaal Stadion, Singapore Toeschouwers: 7.425 Scheidsrechter: Al-Malood (BHR) |

|             |                                                      |       |       |                                                                                    |
| 5 juni 1989 | Singapore                                            | 7 – 0 | Nepal | Nationaal Stadion, Singapore Toeschouwers: 7.425 Scheidsrechter: Pratumthong (THA) |
| 5 juni 1989 | Tokijan 4', 29', 44', 48' Salim 38' Devaraj 58', 63' |       |       | Nationaal Stadion, Singapore Toeschouwers: 7.425 Scheidsrechter: Pratumthong (THA) |

|             |           |                                      |            |                                                                                 |
| 7 juni 1989 | Singapore | 0 – 3                                | Zuid-Korea | Nationaal Stadion, Singapore Toeschouwers: 7.000 Scheidsrechter: Al-Rahal (JOR) |
| 7 juni 1989 |           | Kim Joo-Sung 7' Noh Soo-Jin 61', 70' |            | Nationaal Stadion, Singapore Toeschouwers: 7.000 Scheidsrechter: Al-Rahal (JOR) |

|             |                                    |       |       |                                                                                |
| 7 juni 1989 | Maleisië                           | 3 – 0 | Nepal | Nationaal Stadion, Singapore Toeschouwers: 7.000 Scheidsrechter: Bujsaim (UAE) |
| 7 juni 1989 | Dollah Salleh 10', 66' Gunalan 81' |       |       | Nationaal Stadion, Singapore Toeschouwers: 7.000 Scheidsrechter: Bujsaim (UAE) |

### Groep E
| Pos | Land       | Wed | Win | Gel | Ver | DV | DT | +/- | Pnt |
| --- | ---------- | --- | --- | --- | --- | -- | -- | --- | --- |
| 1.  | China      | 6   | 5   | 0   | 1   | 13 | 3  | +10 | 10  |
| 2.  | Iran       | 6   | 5   | 0   | 1   | 12 | 5  | +7  | 10  |
| 3.  | Bangladesh | 6   | 1   | 0   | 5   | 4  | 9  | –5  | 2   |
| 4.  | Thailand   | 6   | 1   | 0   | 5   | 2  | 14 | –12 | 2   |

|                  |            |       |            |                                                          |
| 19 februari 1989 | Thailand   | 1 – 0 | Bangladesh | Nationaal Stadion, Bangkok Scheidsrechter: Somogod (PHI) |
| 19 februari 1989 | Pue-on 10' |       |            | Nationaal Stadion, Bangkok Scheidsrechter: Somogod (PHI) |

|                  |                               |       |            |                                                                                  |
| 23 februari 1989 | China                         | 2 – 0 | Bangladesh | Tianhestadion, Guangzhou Toeschouwers: 25.000 Scheidsrechter: Kim Gwang-Ho (PKR) |
| 23 februari 1989 | Wang Baoshan 51' Mai Chao 57' |       |            | Tianhestadion, Guangzhou Toeschouwers: 25.000 Scheidsrechter: Kim Gwang-Ho (PKR) |

|                  |          |                                     |      |                                                                            |
| 23 februari 1989 | Thailand | 0 – 3                               | Iran | Nationaal Stadion, Bangkok Toeschouwers: 25.000 Scheidsrechter: Chan (HKG) |
| 23 februari 1989 |          | Bavi 12' Ghayeghran 28' Garousi 87' |      | Nationaal Stadion, Bangkok Toeschouwers: 25.000 Scheidsrechter: Chan (HKG) |

|                  |            |       |                         |                                                                                          |
| 27 februari 1989 | Bangladesh | 1 – 2 | Iran                    | Bangabandhu National Stadium, Dhaka Toeschouwers: 10.879 Scheidsrechter: Bin Saleh (OMA) |
| 27 februari 1989 | Aslam 70'  |       | Bavi 44' Ansarifard 50' | Bangabandhu National Stadium, Dhaka Toeschouwers: 10.879 Scheidsrechter: Bin Saleh (OMA) |

|                  |          |                                  |       |                                                                                  |
| 28 februari 1989 | Thailand | 0 – 3                            | China | Nationaal Stadion, Bangkok Toeschouwers: 4.174 Scheidsrechter: Abdul Latif (IRQ) |
| 28 februari 1989 |          | Tang Yaodong 55' Ma Lin 62', 79' |       | Nationaal Stadion, Bangkok Toeschouwers: 4.174 Scheidsrechter: Abdul Latif (IRQ) |

|              |            |                             |       |                                                                                       |
| 4 maart 1989 | Bangladesh | 0 – 2                       | China | Bangabandhu National Stadium, Dhaka Toeschouwers: 11.946 Scheidsrechter: Murthi (SIN) |
| 4 maart 1989 |            | Wang Baoshan 23' Ma Lin 62' |       | Bangabandhu National Stadium, Dhaka Toeschouwers: 11.946 Scheidsrechter: Murthi (SIN) |

|              |                              |       |               |                                                                                              |
| 8 maart 1989 | Bangladesh                   | 3 – 1 | Thailand      | Bangabandhu National Stadium, Dhaka Toeschouwers: 8.352 Scheidsrechter: Mohammed Fodah (KSA) |
| 8 maart 1989 | Iqbal 10' Sabbir 28' Das 76' |       | Changmool 79' | Bangabandhu National Stadium, Dhaka Toeschouwers: 8.352 Scheidsrechter: Mohammed Fodah (KSA) |

|               |             |       |            |                                                                            |
| 17 maart 1989 | Iran        | 1 – 0 | Bangladesh | Azadistadion, Teheran Toeschouwers: 50.000 Scheidsrechter: Al-Mullah (QAT) |
| 17 maart 1989 | Marfavi 81' |       |            | Azadistadion, Teheran Toeschouwers: 50.000 Scheidsrechter: Al-Mullah (QAT) |

|             |                            |       |          |                                                                       |
| 30 mei 1989 | Iran                       | 3 – 0 | Thailand | Azadistadion, Teheran Toeschouwers: 55.000 Scheidsrechter: Chan (HKG) |
| 30 mei 1989 | Pious 33', 64' Garousi 42' |       |          | Azadistadion, Teheran Toeschouwers: 55.000 Scheidsrechter: Chan (HKG) |

|              |                                    |       |      |                                                                                       |
| 15 juli 1989 | China                              | 2 – 0 | Iran | Shenyang People's Stadion, Shenyang Toeschouwers: 25.000 Scheidsrechter: Takada (JPN) |
| 15 juli 1989 | Liu Haiguang 73' Zhang Xiaowen 87' |       |      | Shenyang People's Stadion, Shenyang Toeschouwers: 25.000 Scheidsrechter: Takada (JPN) |

|              |                                      |       |                                |                                                                            |
| 22 juli 1989 | Iran                                 | 3 – 2 | China                          | Azadistadion, Teheran Toeschouwers: 90.000 Scheidsrechter: Al-Sharif (SYR) |
| 22 juli 1989 | Garousi 15' Eftekhari 16' Peyous 53' |       | Mai Chao 64' (pen.) Ma Lin 66' | Azadistadion, Teheran Toeschouwers: 90.000 Scheidsrechter: Al-Sharif (SYR) |

|              |                          |       |          |                                                                                      |
| 29 juli 1989 | China                    | 2 – 0 | Thailand | Shenyang People's Stadion, Shenyang Toeschouwers: 20.000 Scheidsrechter: Mandi (BHR) |
| 29 juli 1989 | Jia Xiuquan 2' Ma Lin 4' |       |          | Shenyang People's Stadion, Shenyang Toeschouwers: 20.000 Scheidsrechter: Mandi (BHR) |

### Groep F
| Pos | Land        | Wed | Win | Gel | Ver | DV | DT | +/- | Pnt |
| --- | ----------- | --- | --- | --- | --- | -- | -- | --- | --- |
| 1.  | Noord-Korea | 6   | 4   | 1   | 1   | 11 | 5  | +6  | 9   |
| 2.  | Japan       | 6   | 2   | 3   | 1   | 7  | 3  | +4  | 7   |
| 3.  | Indonesië   | 6   | 1   | 3   | 2   | 5  | 10 | –5  | 5   |
| 4.  | Hongkong    | 6   | 0   | 3   | 3   | 5  | 10 | –5  | 3   |

|             |           |       |             |                                                             |
| 21 mei 1989 | Indonesië | 0 – 0 | Noord-Korea | Gelora Senayanstadion, Jakarta Scheidsrechter: Murthi (SIN) |
| 21 mei 1989 |           |       |             | Gelora Senayanstadion, Jakarta Scheidsrechter: Murthi (SIN) |

|             |          |       |       |                                                                                    |
| 22 mei 1989 | Hongkong | 0 – 0 | Japan | Hong Kong Stadium, Hongkong Toeschouwers: 16.313 Scheidsrechter: Kil Ki-Chul (KOR) |
| 22 mei 1989 |          |       |       | Hong Kong Stadium, Hongkong Toeschouwers: 16.313 Scheidsrechter: Kil Ki-Chul (KOR) |

|             |                   |       |                                  |                                                                                     |
| 27 mei 1989 | Hongkong          | 1 – 2 | Noord-Korea                      | Hong Kong Stadium, Hongkong Toeschouwers: 16.327 Scheidsrechter: Ismail Yacob (MAS) |
| 27 mei 1989 | Santos 60' (pen.) |       | Kim Gwang-Mon 3' Tak Yong-Bin 4' | Hong Kong Stadium, Hongkong Toeschouwers: 16.327 Scheidsrechter: Ismail Yacob (MAS) |

|             |           |       |       |                                                                                       |
| 28 mei 1989 | Indonesië | 0 – 0 | Japan | Gelora Senayanstadion, Jakarta Toeschouwers: 80.000 Scheidsrechter: Salah Karim (IRQ) |
| 28 mei 1989 |           |       |       | Gelora Senayanstadion, Jakarta Toeschouwers: 80.000 Scheidsrechter: Salah Karim (IRQ) |

|             |              |       |             |                                                                                 |
| 4 juni 1989 | Hongkong     | 1 – 1 | Indonesië   | Hong Kong Stadium, Hongkong Toeschouwers: 12.334 Scheidsrechter: Al-Mulla (UAE) |
| 4 juni 1989 | Bredbury 31' |       | Mustamu 67' | Hong Kong Stadium, Hongkong Toeschouwers: 12.334 Scheidsrechter: Al-Mulla (UAE) |

|             |                                  |       |                 |                                                                                  |
| 4 juni 1989 | Japan                            | 2 – 1 | Noord-Korea     | Yoyogi Nationaal Stadion, Tokio Toeschouwers: 35.000 Scheidsrechter: Mandi (BHR) |
| 4 juni 1989 | Mizunuma 74' Yong Nam 88' (e.d.) |       | Yun Jong-Su 71' | Yoyogi Nationaal Stadion, Tokio Toeschouwers: 35.000 Scheidsrechter: Mandi (BHR) |

|              |                                                           |       |           |                                                                             |
| 11 juni 1989 | Japan                                                     | 5 – 0 | Indonesië | Nishigaokastadion, Kita Toeschouwers: 9.000 Scheidsrechter: Buaboocha (THA) |
| 11 juni 1989 | Horiike 5' Maeda 16' Shinto 19' Hasegawa 24' Kurosaki 69' |       |           | Nishigaokastadion, Kita Toeschouwers: 9.000 Scheidsrechter: Buaboocha (THA) |

|              |       |       |          |                                                                                                  |
| 18 juni 1989 | Japan | 0 – 0 | Hongkong | Universiade Memorial Stadium, Kobe Toeschouwers: 28.000 Scheidsrechter: Subramaniam Nathan (MAS) |
| 18 juni 1989 |       |       |          | Universiade Memorial Stadium, Kobe Toeschouwers: 28.000 Scheidsrechter: Subramaniam Nathan (MAS) |

|              |                                |       |                         |                                                               |
| 25 juni 1989 | Indonesië                      | 3 – 2 | Hongkong                | Gelora Senayanstadion, Jakarta Scheidsrechter: El-Nasir (KSA) |
| 25 juni 1989 | Mustaqim 60' Kiswanto 74', 89' |       | Nang Yan Leung 11', 64' | Gelora Senayanstadion, Jakarta Scheidsrechter: El-Nasir (KSA) |

|              |                                  |       |       |                                                                                |
| 25 juni 1989 | Noord-Korea                      | 2 – 0 | Japan | Yanggakdostadion, Pyongyang Toeschouwers: 35.000 Scheidsrechter: Kunalan (SIN) |
| 25 juni 1989 | Kim Pung-Il 36' Li Hyok-Chom 84' |       |       | Yanggakdostadion, Pyongyang Toeschouwers: 35.000 Scheidsrechter: Kunalan (SIN) |

|             |                                                                 |       |              |                                                                                    |
| 2 juli 1989 | Noord-Korea                                                     | 4 – 1 | Hongkong     | Yanggakdostadion, Pyongyang Toeschouwers: 28.000 Scheidsrechter: Wang Xuezhi (CHN) |
| 2 juli 1989 | Li Hyok-Chom 18' Han Hyong-Il 29' Kim Pung-Il 80' Chu Gyong-Sik |       | Bredbury 23' | Yanggakdostadion, Pyongyang Toeschouwers: 28.000 Scheidsrechter: Wang Xuezhi (CHN) |

|             |                                    |       |                |                                                                               |
| 9 juli 1989 | Noord-Korea                        | 2 – 1 | Indonesië      | Yanggakdostadion, Pyongyang Toeschouwers: 35.000 Scheidsrechter: Nazari (IRN) |
| 9 juli 1989 | Chu Gyong-Sik 40' Han Hyong-Il 64' |       | Lolumbuman 73' | Yanggakdostadion, Pyongyang Toeschouwers: 35.000 Scheidsrechter: Nazari (IRN) |

## Finaleronde
In de finaleronde waren de verschillen klein en er werd niet aanvallend gevoetbald, er werden slechts 23 doelpunten gescoord in 15 wedstrijden. Er werd een toernooi gespeeld in Singapore. Zuid Korea was de grote favoriet en plaatste zich voor de laatste speeldag, wel met het zuinige doelsaldo van 4 doelpunten voor en geen enkel doelpunt tegen. De belangrijkste overwinning was verreweg tegen de bloedverwanten uit Noord-Korea, een land waar men officieel in oorlog was gebleven na de Korea-Oorlog. Hwang Sun-Hong zorgde voor het winnende doelpunt en was meteen een held. Op de laatste speeldag hadden nog twee kandidaten kans voor de tweede ticket: Verenigde Arabische Emiraten hadden één punt voorsprong op China. De Arabieren wonnen maar één wedstrijd, China gaf in de slotfase een voorsprong weg en verloor met 2-1. De Emiraten speelden met 1-1 gelijk in Maleisië tegen Zuid-Korea en moesten hopen, dat China niet zou winnen. Dezelfde tijd kwam China met 1-0 voor tegen Qatar, maar de Chinezen gaven opnieuw een voorsprong uit handen, in de 87e minuut scoorde Qatar tweemaal achter elkaar en bewezen de Emiraten een grote dienst.
| Pos | Land                         | Wed | Win | Gel | Ver | DV | DT | +/- | Pnt |
| --- | ---------------------------- | --- | --- | --- | --- | -- | -- | --- | --- |
| 1.  | Zuid-Korea                   | 5   | 3   | 2   | 0   | 5  | 1  | +4  | 8   |
| 2.  | Verenigde Arabische Emiraten | 5   | 1   | 4   | 0   | 4  | 3  | +1  | 6   |
| 3.  | Qatar                        | 5   | 1   | 3   | 1   | 4  | 5  | –1  | 5   |
| 4.  | China                        | 5   | 2   | 0   | 3   | 5  | 6  | –1  | 4   |
| 5.  | Saoedi-Arabië                | 5   | 1   | 2   | 2   | 4  | 5  | –1  | 4   |
| 6.  | Noord-Korea                  | 5   | 1   | 1   | 3   | 2  | 4  | –2  | 3   |

|                 |                              |       |             |                                                                 |
| 12 oktober 1989 | Verenigde Arabische Emiraten | 0 – 0 | Noord-Korea | Nationaal Stadion, Singapore Scheidsrechter: Rune Larsson (SWE) |
| 12 oktober 1989 |                              |       |             | Nationaal Stadion, Singapore Scheidsrechter: Rune Larsson (SWE) |

|                 |                          |       |                     |                                                                    |
| 12 oktober 1989 | China                    | 2 – 1 | Saoedi-Arabië       | Nationaal Stadion, Singapore Scheidsrechter: Carlos Esposito (ARG) |
| 12 oktober 1989 | Mai Chao 63' (pen.), 70' |       | Al-Bishi 24' (pen.) | Nationaal Stadion, Singapore Scheidsrechter: Carlos Esposito (ARG) |

|                 |            |       |       |                                                                 |
| 13 oktober 1989 | Zuid-Korea | 0 – 0 | Qatar | Nationaal Stadion, Singapore Scheidsrechter: Joël Quiniou (FRA) |
| 13 oktober 1989 |            |       |       | Nationaal Stadion, Singapore Scheidsrechter: Joël Quiniou (FRA) |

|                 |            |       |               |                                                                   |
| 16 oktober 1989 | Qatar      | 1 – 1 | Saoedi-Arabië | Nationaal Stadion, Singapore Scheidsrechter: Zoran Petrović (YUG) |
| 16 oktober 1989 | Muftah 87' |       | Al-Suwaiti 3' | Nationaal Stadion, Singapore Scheidsrechter: Zoran Petrović (YUG) |

|                 |                    |       |             |                                                                       |
| 16 oktober 1989 | Zuid-Korea         | 1 – 0 | Noord-Korea | Nationaal Stadion, Singapore Scheidsrechter: José Antonio Garza (MEX) |
| 16 oktober 1989 | Hwang Sun-Hong 18' |       |             | Nationaal Stadion, Singapore Scheidsrechter: José Antonio Garza (MEX) |

|                 |                               |       |                  |                                                                 |
| 17 oktober 1989 | Verenigde Arabische Emiraten  | 2 – 1 | China            | Nationaal Stadion, Singapore Scheidsrechter: Joël Quiniou (FRA) |
| 17 oktober 1989 | K. Mubarak 87' Al Talyani 88' |       | Tang Yaodong 61' | Nationaal Stadion, Singapore Scheidsrechter: Joël Quiniou (FRA) |

|                 |                  |       |       |                                                                 |
| 20 oktober 1989 | Zuid-Korea       | 1 – 0 | China | Nationaal Stadion, Singapore Scheidsrechter: Rune Larsson (SWE) |
| 20 oktober 1989 | Kim Joo-Sung 67' |       |       | Nationaal Stadion, Singapore Scheidsrechter: Rune Larsson (SWE) |

|                 |                                   |       |       |                                                                       |
| 20 oktober 1989 | Noord-Korea                       | 2 – 0 | Qatar | Nationaal Stadion, Singapore Scheidsrechter: José Antonio Garza (MEX) |
| 20 oktober 1989 | Kim Pung-Il 23' Ghu Gyong-Sik 32' |       |       | Nationaal Stadion, Singapore Scheidsrechter: José Antonio Garza (MEX) |

|                 |               |       |                              |                                                                  |
| 21 oktober 1989 | Saoedi-Arabië | 0 – 0 | Verenigde Arabische Emiraten | Nationaal Stadion, Singapore Scheidsrechter: Vincent Mauro (USA) |
| 21 oktober 1989 |               |       |                              | Nationaal Stadion, Singapore Scheidsrechter: Vincent Mauro (USA) |

|                 |                              |       |             |                                                                   |
| 24 oktober 1989 | Verenigde Arabische Emiraten | 1 – 1 | Qatar       | Nationaal Stadion, Singapore Scheidsrechter: Zoran Petrović (YUG) |
| 24 oktober 1989 | K. Mubarak 20'               |       | Sulaiti 37' | Nationaal Stadion, Singapore Scheidsrechter: Zoran Petrović (YUG) |

|                 |               |       |             |                                                                 |
| 24 oktober 1989 | China         | 1 – 0 | Noord-Korea | Nationaal Stadion, Singapore Scheidsrechter: Rune Larsson (SWE) |
| 24 oktober 1989 | Xie Yuxin 67' |       |             | Nationaal Stadion, Singapore Scheidsrechter: Rune Larsson (SWE) |

|                 |                                     |       |               |                                                                    |
| 25 oktober 1989 | Zuid-Korea                          | 2 – 0 | Saoedi-Arabië | Nationaal Stadion, Singapore Scheidsrechter: Carlos Esposito (ARG) |
| 25 oktober 1989 | Hwangbo Kwan 42' Hwang Sun-Hong 89' |       |               | Nationaal Stadion, Singapore Scheidsrechter: Carlos Esposito (ARG) |

|                 |                         |       |            |                                                                  |
| 28 oktober 1989 | Qatar                   | 2 – 1 | China      | Nationaal Stadion, Singapore Scheidsrechter: Vincent Mauro (USA) |
| 28 oktober 1989 | Al-Soufi 87' Muftah 87' |       | Ma Lin 76' | Nationaal Stadion, Singapore Scheidsrechter: Vincent Mauro (USA) |

|                 |                              |       |                 |                                                             |
| 28 oktober 1989 | Verenigde Arabische Emiraten | 1 – 1 | Zuid-Korea      | Jurongstadion, Singapore Scheidsrechter: Joël Quiniou (FRA) |
| 28 oktober 1989 | Al Talyani 16'               |       | Hwangbo Kwan 8' | Jurongstadion, Singapore Scheidsrechter: Joël Quiniou (FRA) |

|                 |                                 |       |             |                                                                        |
| 28 oktober 1989 | Saoedi-Arabië                   | 2 – 0 | Noord-Korea | Jalan Besarstadion, Singapore Scheidsrechter: José Antonio Garza (MEX) |
| 28 oktober 1989 | Al-Musaibeah 13' Al-Suwaiti 57' |       |             | Jalan Besarstadion, Singapore Scheidsrechter: José Antonio Garza (MEX) |